# Le Royaume des diamants
Cette page contient des caractères spéciaux ou non latins. S’ils s’affichent mal (▯, ?, etc.), consultez la page d’aide Unicode.
Pour plus de détails, voir Fiche technique et Distribution.
Le Royaume des diamants (হীরক রাজার দেশে,  Hirak Rajar Deshe en bengalî) est le second film de la série des Goopy Gyne Bagha Byne réalisé par Satyajit Ray (1980). 

## Synopsis
Goopy et Bagha, les héros des Aventures de Goopy et Bagha  sont invités à jouer devant le roi du Pays des Diamants. Ils s’aperçoivent que le roi est un tyran qui lave le cerveau des opposants. Le seul qui lui échappe encore est un instituteur, Udayan, joué par Soumitra Chatterjee, qui se cache dans les montagnes. Goopy et Bagha s’allient à Udayan et utilisent leurs pouvoirs magiques contre le roi.

## Fiche technique
- Titre : Le Royaume des diamants
- Titre original : হীরক রাজার দেশে (Heerak Rajar Deshe)
- Réalisation : Satyajit Ray
- Scénario : Satyajit Ray
- Musique : Satyajit Ray
- Photographie : Soumendu Roy
- Montage : Dulal Dutta
- Société de production : Angel Digital Private Limited
- Société de distribution : Les Films de l'Atalante (France)
- Pays :  Inde
- Genre : Comédie dramatique et thriller
- Durée : 118 minutes
- Dates de sortie : 
  -  Inde : 19 décembre 1980
  -  France : 13 avril 1994

## Distribution
- Tapen Chatterjee : Goopi
- Rabi Ghosh : Bagha
- Utpal Dutta : Hirak Raja
- Soumitra Chatterjee : Udayan pandit
- Santosh Dutta : Shundi Raja / Gobeshok
- Kamu Mukhopadhyay : Prohori

## Chansons
La musique est composée par Satyajit Ray. Les chansons sont interprétées par Anup Ghosal et Amar Pal. 
- Mora Dujonai Rajar Jamai
- Ar Bilombo Noy
- Cholo Jai Ghure
- Aha ki Ananda
- Sagore Dakho Cheye
- Eki Drishyo Dekhi Anyo
- Himalaya
- Eshe Hirok Deshe
- Ghuro Nako
- Paye Pori Baghmama
- Nohi Jontro
- Mora Goopi Bagha Dujon Bhaira Bhai

## Analyse
Un aspect unique du film est que la plupart des dialogues échangés par les protagonistes du film sont rimés. La seule personne qui ne parle pas en rimant est le professeur, symbolisant les pensées d'autrui qui sont limitées : ce personnage est un libre penseur. 